# Jesús Agüero
Jesús Agüero (10 de abril de 1995) es un deportista venezolano que compite en judo. Ganó una medalla de plata en el Campeonato Panamericano de Judo de 2014 en la categoría de –55 kg.

## Palmarés internacional
| Campeonato Panamericano | Campeonato Panamericano | Campeonato Panamericano | Campeonato Panamericano |
| Año                     | Lugar                   | Medalla                 | Categoría               |
| ----------------------- | ----------------------- | ----------------------- | ----------------------- |
| 2014                    | Guayaquil (Ecuador)     | Medalla de plata        | –55 kg                  |